# Tony Cragg
Sir Anthony Douglas Cragg, meglio conosciuto come Tony Cragg (Liverpool, 9 aprile 1949), è uno scultore britannico.
Le opere di Cragg sono realizzate utilizzando diversi materiali e oggetti che vengono assemblati in forme varie.

## Biografia
Dal 1966 al 1968 Tony Cragg lavorò come biomedico a Liverpool ("all'epoca lavoravo in un laboratorio puzzolente e disegnavo nel tempo libero" disse) prima che la sua compagna lo incoraggiasse a dedicarsi a tempo pieno all'arte. Dal 1969 al 1970  studiò arte al Gloucerstershire College, dal 1970 al 1973 alla Wimbledon College of Arts, e dal 1973 al 1977 presso il Royal College of Art di Londra. Nel 1977, Cragg si trasferì in pianta stabile a Wuppertal, in Germania. L'artista tenne la sua prima mostra nel 1979 alla Lisson Gallery di Londra. Durante gli anni ottanta, Cragg divenne famoso in tutto il mondo e iniziò a esporre le sue creazioni in molti musei e gallerie d'arte.
Cragg ha dedicato gran parte della sua vita all'insegnamento. Dal 1988 al 2001 è stato docente a Düsseldorf e dal 2001 al 2006 presso l'Universität der Künste di Berlino. Dal 2009 è rettore all'Accademia d'arte di Düsseldorf.

## Galleria d'immagini

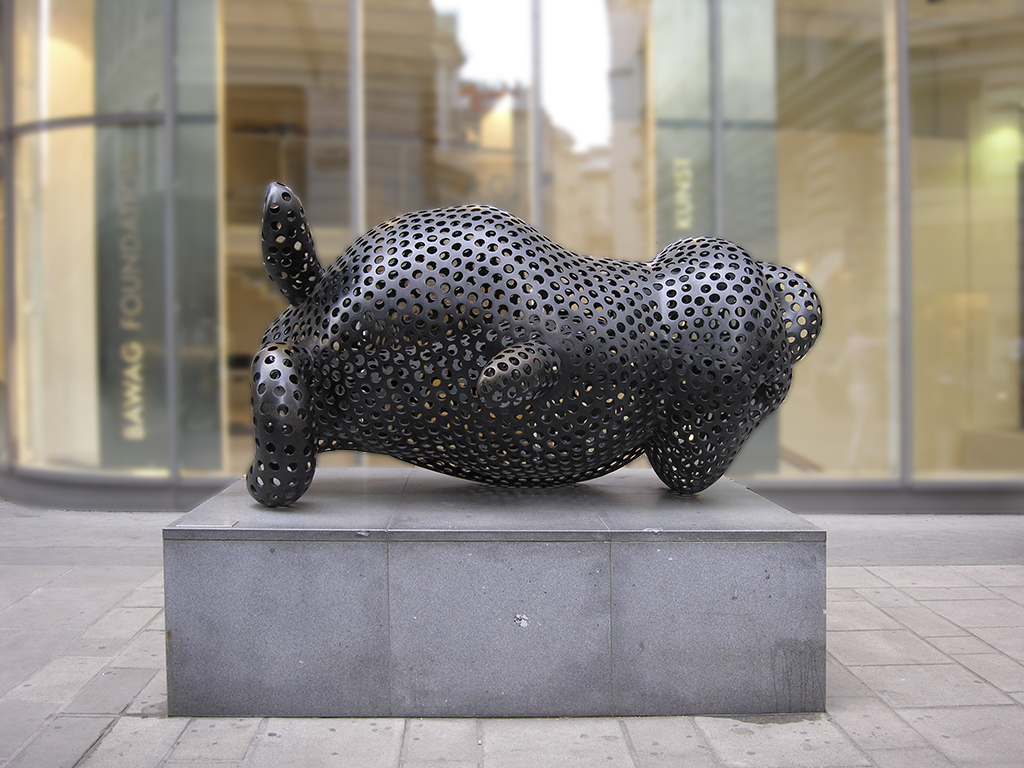
Ferryman a Vienna
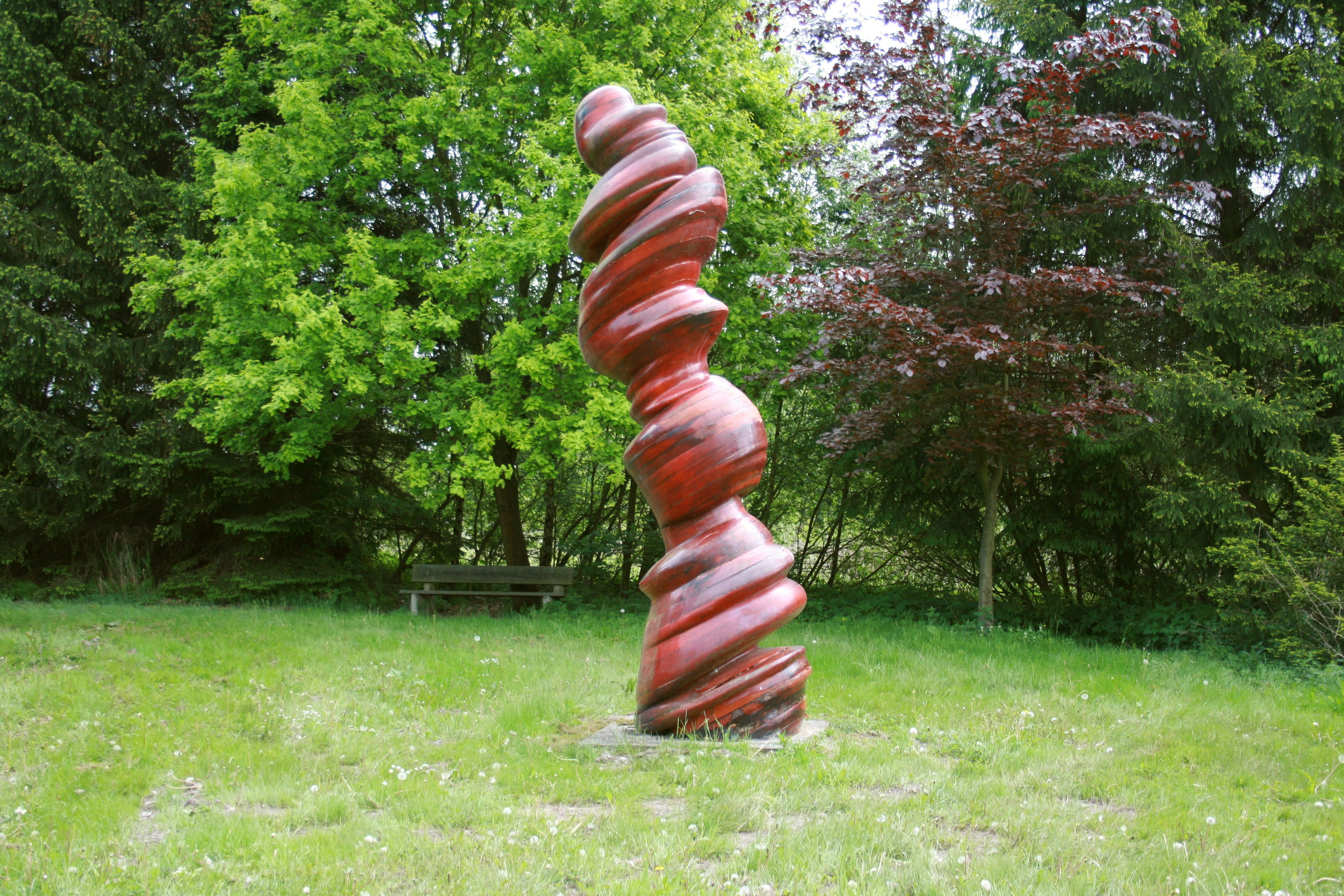
Holzkristall Neuenkirchen a Neunkirchen
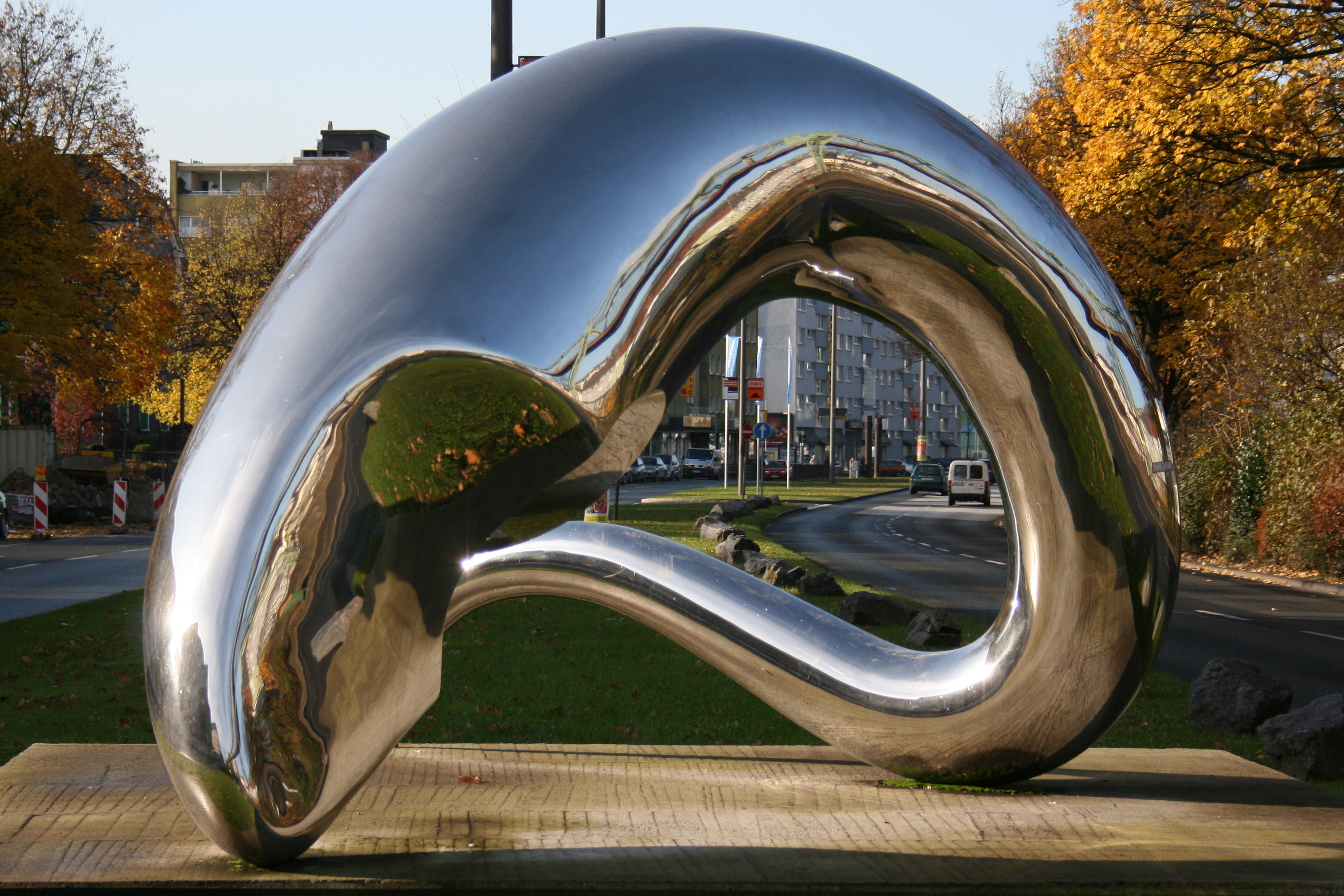
I'm alive a Wuppertal
Think thing a Stoccolma
Versus a Stoccolma
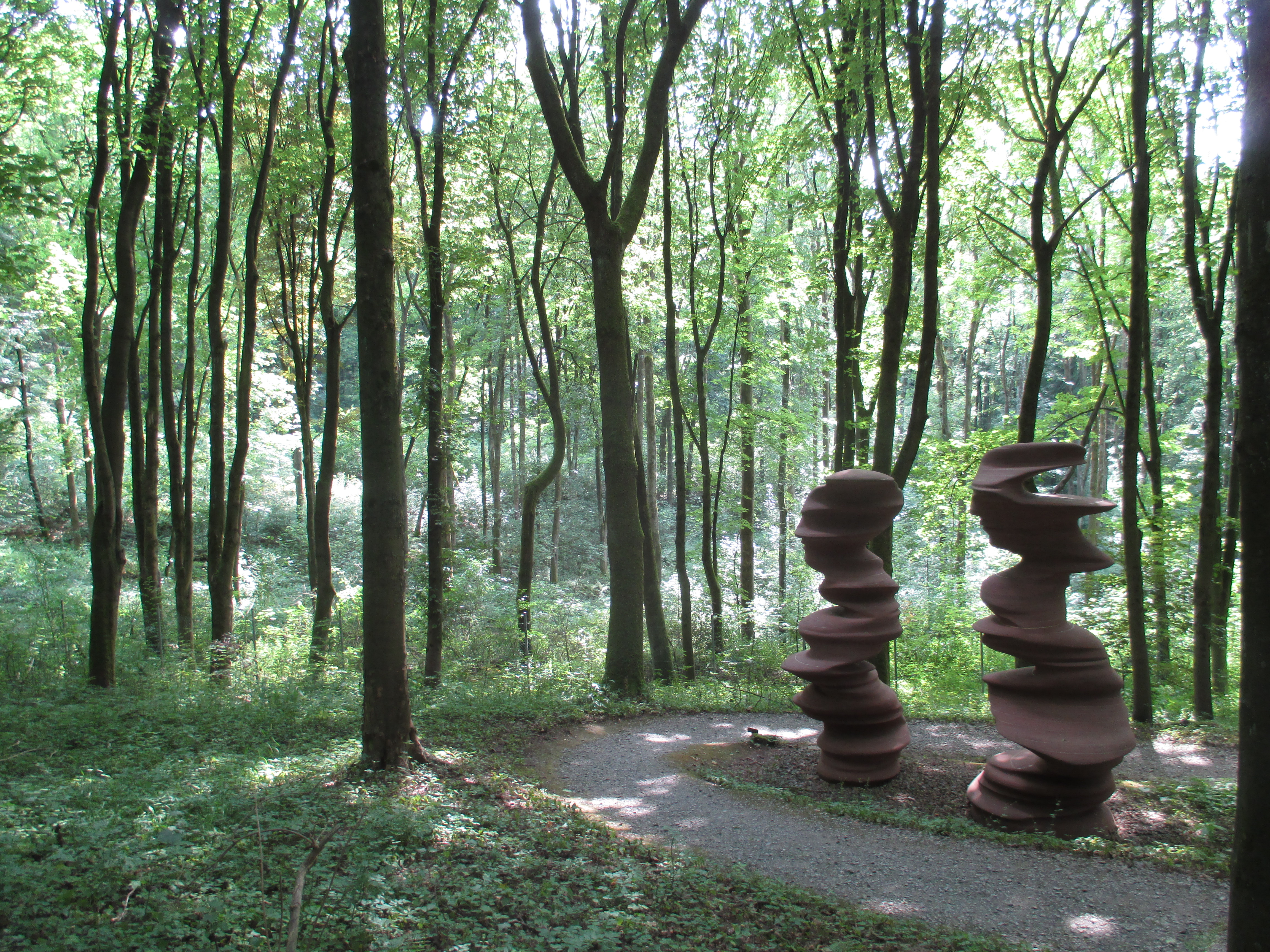
Here Today, Gone Tomorrow a Wuppertal
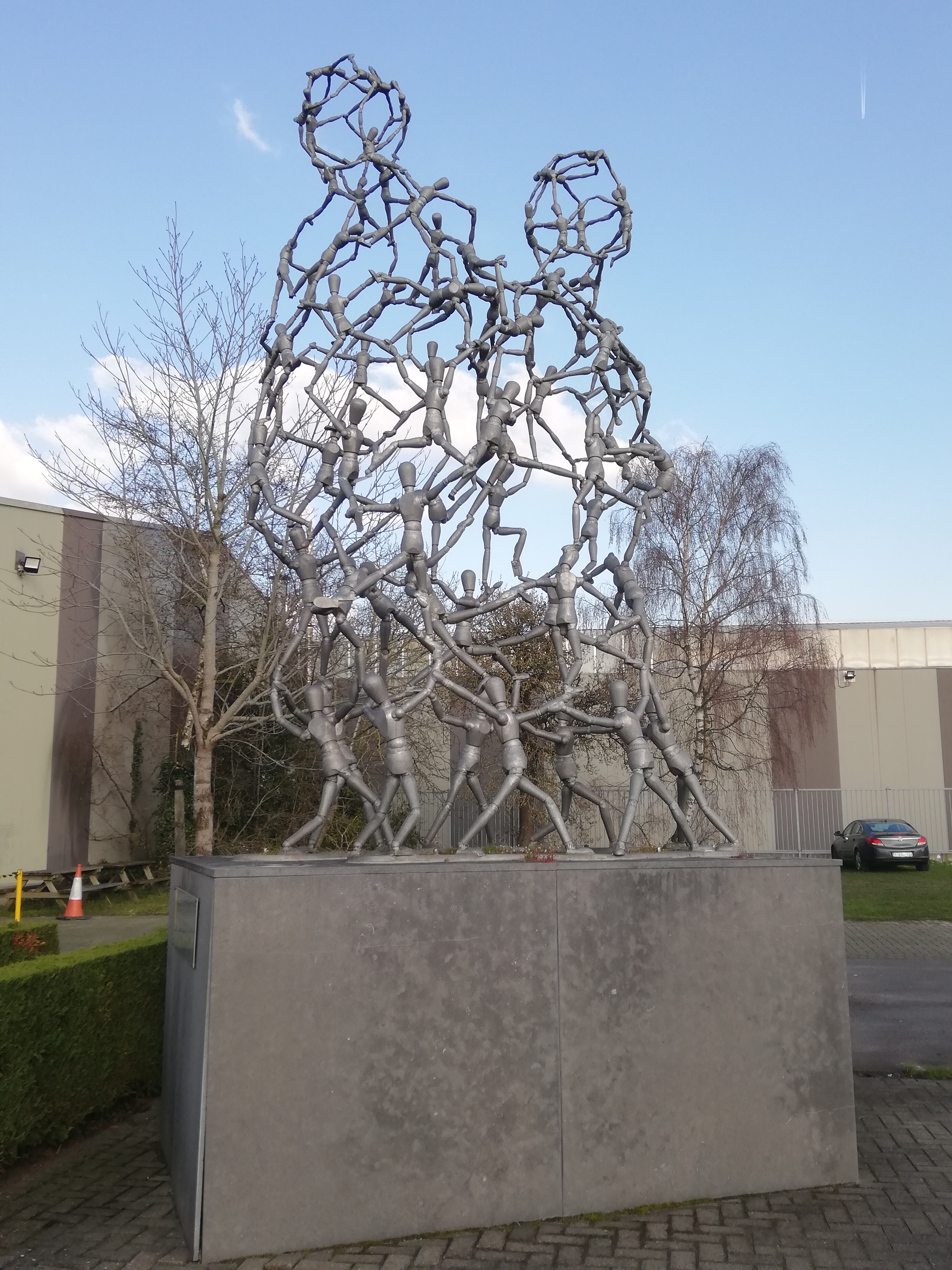
Statue a Lichtervelde
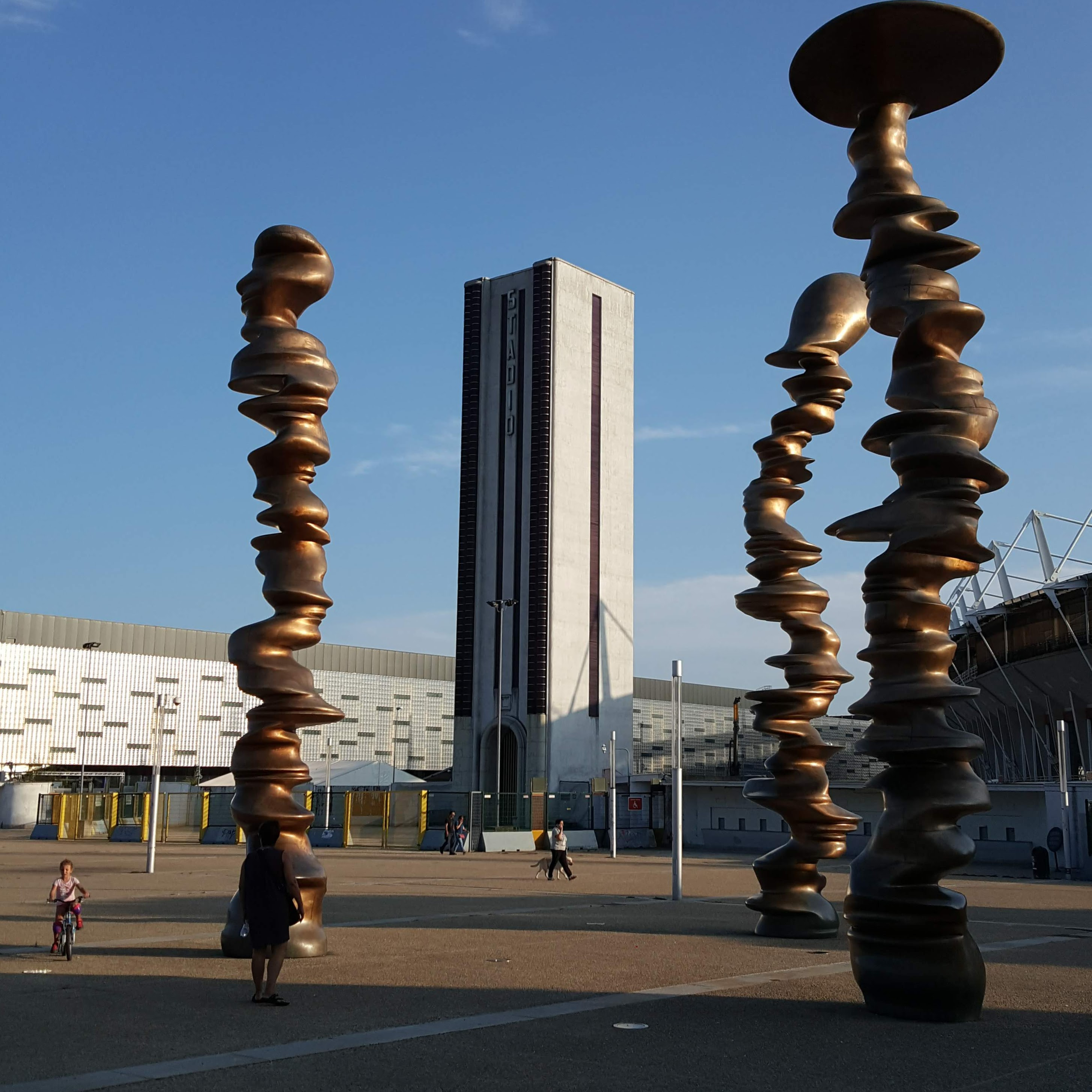
Punti di vista, a Torino (Piazzale Grande Torino altezza Stadio Olimpico Grande Torino)